# Uznanie autorstwa

Symbol warunku

Uznanie Autorstwa (ang. Attribution) – warunek Creative Commons, który zezwala na wykorzystanie utworu pod warunkiem umieszczenia w nim odpowiedniej informacji o autorze utworu. Tym warunkiem objęte są wszystkie obecnie stosowane licencje Creative Commons.